# 岡田宗治
岡田 宗治（おかだ むねはる、1921年12月11日 - 2005年8月18日）は、日本の経営者。福島テレビ社長を務めた。北海道出身。

## 経歴
1941年に麻布獣医専門学校を卒業し、後に福島県庁に入庁し、1976年には福島県副知事に就任。1979年には福島テレビ社長に就任。
1992年に勲三等瑞宝章を受章。
2005年8月18日、肺炎のために死去。83歳没。